# 执旗手

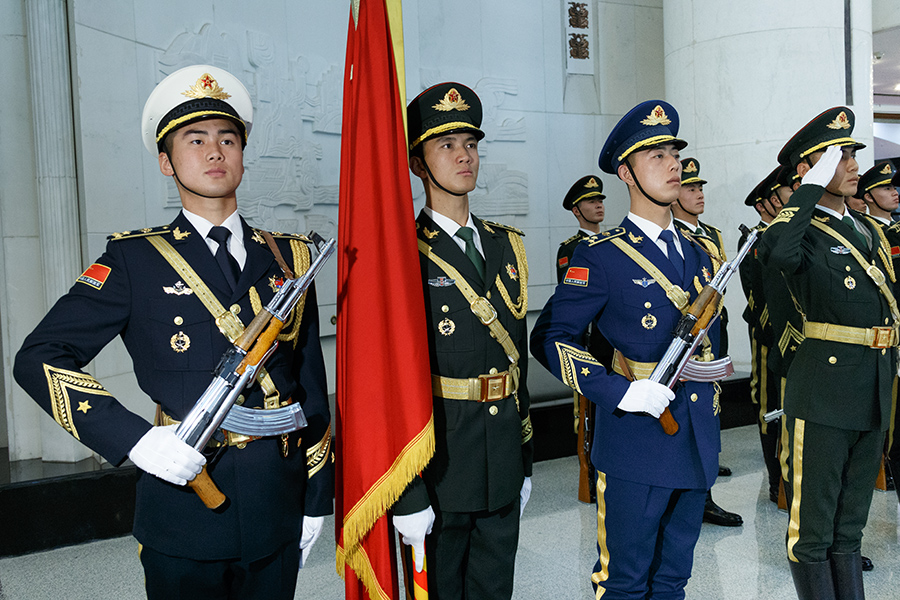
中国人民解放军三军仪仗队的擎旗手和护旗手

执旗手或称旗手、擎旗手、掌旗手（掌旗官），是在各类活动中，在队伍前掌旗的人，陪同前行的人则称护旗手。
在体育赛事、校园、政府礼仪等活动中常见执旗手和护旗手。仪仗队行进时，执旗手和护旗手可控制队伍前进的步速、步幅。

## 体育
体育赛事中，进行相关仪式时，会设置旗手。譬如奥林匹克运动会开幕式进场、闭幕式进场环节中，各代表团通常设置一名旗手。2020年夏季奥林匹克运动会为落实性別平等，允许各代表团派出一男一女两人担任开幕式入场旗手。2020年夏季奥林匹克运动会闭幕式入场旗手除部分代表团由东京奥组委安排的志愿者代为担任旗手外，其余代表团都会指定本代表团的一名运动员担任旗手。此外，在代表团旗手不参加相关活动彩排的情况下，需要志愿者经过多次彩排后，引导旗手入场。